# Domenico Lazzarini
Domenico Lazzarini, né le 20 août 1668 à Morrovalle et mort à Padoue le 12 juillet 1734, est un humaniste et écrivain italien.

## Biographie
Domenico Lazzarini naquit en 1668, d’une famille noble, au château de Morrovalle, près de Macerata, dans la Marche d'Ancône. Ayant perdu son père dès son bas âge, il dut à sa mère, Louise Gasparini, une éducation si soignée, qu’à 19 ans il obtint le bonnet de docteur en théologie et en jurisprudence. La lecture approfondie des ouvrages de Politien, non moins que celle de Boccace, de Dante et des auteurs classiques italiens du XVIe  siècle, lui apprit le vrai style de sa langue maternelle. Il se perfectionna en même temps dans celles de Démosthène et de Cicéron, en étudiant jour et nuit les modèles de l’hellénisme et de la latinité, et parvint ainsi à écrire dans ces trois langues avec élégance et correction. Il se consacra dès lors entièrement à la littérature ; mais, ayant critiqué hautement la méthode d’enseignement grammatical adoptée par les Jésuites, il alluma entre eux et lui une guerre qu’il soutint avec opiniâtreté. En 1690, Lazzarini fut nommé professeur de jurisprudence à l’Université de Macerata, et, comme il avait médité les œuvres de saint Augustin, il fut promu, l’année suivante, à la chaire de droit canonique, qui ne l’empêcha pas d’encourager, dans cette ville, la renaissance de l’Accademia dei Catenati, d’établir la colonia Elvia, et de s’associer au célèbre fondateur de l’Académie d'Arcadie de Rome Giovanni Mario Crescimbeni, dans la grande entreprise de réformer la langue et la poésie italiennes, comme le prouve un manuscrit de Lazzarini, conservé dans les archives de cette Académie, et dont l’auteur a voulu démontrer que la langue italienne est plus favorable que la latine aux progrès de la littérature. En 1711, il fut appelé à l’Université de Padoue pour y occuper la chaire de littérature grecque et latine ; et, dans un discours d’ouverture prononcé devant toute l’Académie et un nombreux auditoire, il prouva l’élégance et la supériorité de ces deux langues. Les applaudissements qu’il reçut et l’enthousiasme qu’il excita soulevèrent contre lui l’envie du docteur Fragiolati, qui publia partout que le nouveau professeur était resté court au milieu de sa harangue. Une pareille accusation et d’autres tracasseries qu’essuya l’abbé Lazzarini témoignent tout à la fois que son amour-propre excessif lui avait suscité beaucoup d’ennemis, et que la jalousie a trop souvent allumé le flambeau de la discorde parmi les gens de lettres. Les Jésuites, qui gardaient rancune à Lazzarini, prirent part à cette querelle ; ils lancèrent ensuite contre lui un pamphlet rempli de sarcasmes, en réponse à la critique qu’il avait publiée de la grammaire d’Álvares, l’idole du jésuite français le P. Germon. Quoi qu’en ait dit l’historien Corniani, les cours de Lazzarini étaient très-fréquentés, et l’on y entendait avec plaisir ses dissertations sur les classiques grecs. Mais sa manie de s’ériger toujours en Aristarque, et quelquefois en Zoïle, contre les hommes les plus marquants de son siècle lui suscita de nouveaux ennemis. Nous citerons Scipione Maffei, qui, pour se venger de ce que Lazzarini avait trop sévèrement critiqué sa Mérope, prit sa revanche en dépréciant deux ouvrages de ce professeur, la tragédie d’Ulisse il giovane, Padoue, 1720, in-8°, réimprimée à Milan, en 1825, dans la collection des classiques, et le mélodrame de Tobie. La critique injuste Lazzarini contre la belle traduction du De rerum natura de Lucrèce, par Alessandro Marchetti, excita la clameur universelle. Il mourut à Padoue, le 12 juillet 1734, et on lit sur sa tombe, dans l’église Saint-André, son épitaphe en vers grecs, composée par les membres de l’Académie des Ricovrati, qui honorèrent aussi sa mémoire par une oraison funèbre. Sa vie littéraire a été écrite par Fabroni. Mais la haine de ses ennemis lui avait survécu. Fragiolati fit circuler des bruits scandaleux sur l’orthodoxie de ses principes religieux ; et Zaccaria Valaresso, noble vénitien, publia, en 1724, une tragédie bouffonne intitulée : Rutzvanschad il giovane, pour tourner en ridicule les tragédies de Lazzarini, qui avait emprunté au théâtre grec la férocité des personnages, imitée depuis par Alfieri.

## Œuvres
Les autres ouvrages de Lazzarini, outre quatre excellents sonnets que l’on trouve dans la collection de Gobbi, sont :
- La Sanese (la Siennoise), comédie en prose et en vers, Venise, 1734 ;
- Rime di Domenico Lazzarini, 1736, in-8° ;
- l’Elettra di Sofocle, Bologne, 1737, in-8° ;
- Osservazioni sopra la Merope del Maffei, Rome, 1743, in-4° ;
- Tre lettere nelle quali si prova che Verona appartenne ai Cenomani, Brescia, 1745, in-4° ;
- Note ed osservazioni al Lucrezio Caro di Alessandro Marchetti, Londres (Venise), 1764, 2 vol. in-4°.